# Triei
Triei es un municipio de Italia de 1.115 habitantes en la provincia de Nuoro, región de Cerdeña.

## Lugares de interés

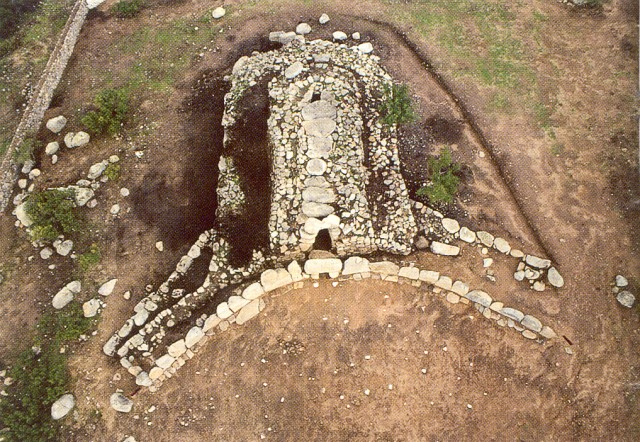
Tumba de los gigantes de Osono.

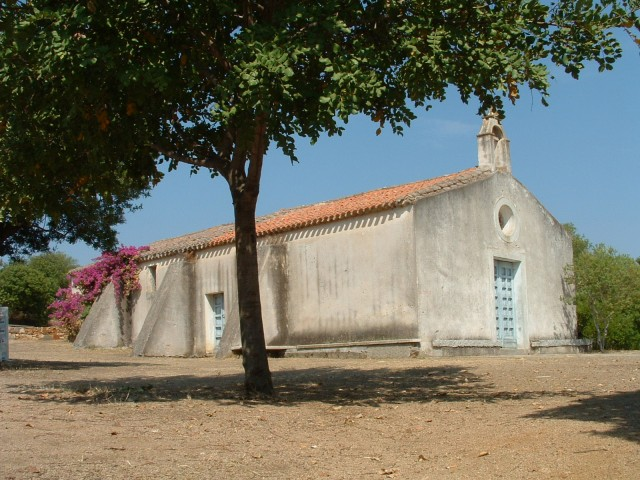
Iglesia dedicada a San Antonio da Padova.

- Nuraga Bau Nuraxi.
- Tumba de los gigantes de Osono.

## Evolución demográfica
| Gráfica de evolución demográfica de Triei entre 1861 y 2001 |
|                                                             |
| Fuente ISTAT - Elaboración gráfica de Wikipedia             |